# Kolej Transsyberyjska

Linia transsyberyjska – linia czerwona
oraz Kolej Bajkalsko-Amurska – linia zielona

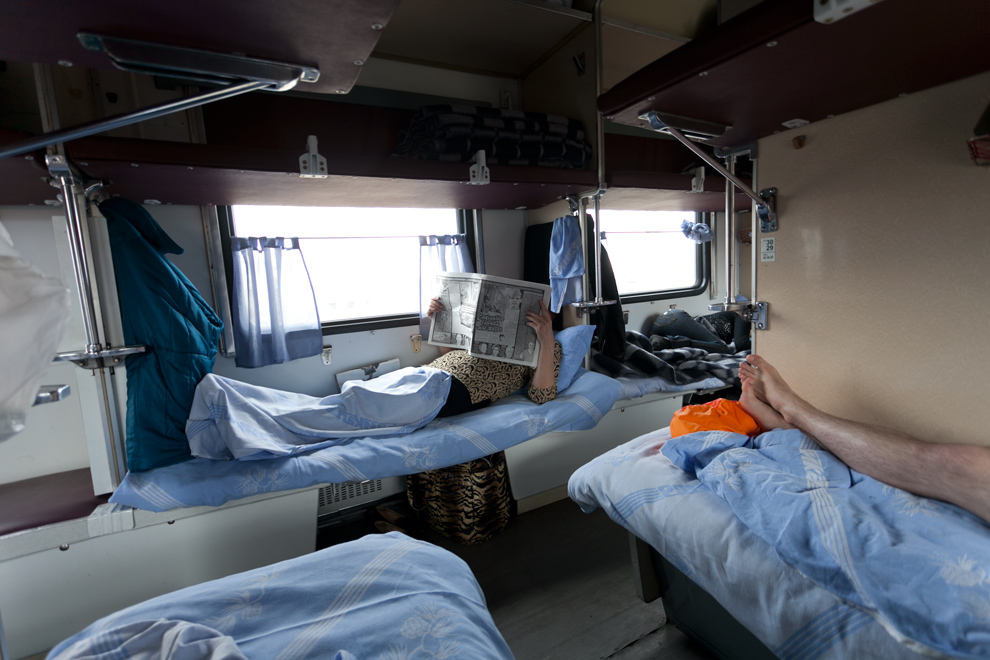
Wnętrze pociągu na trasie Irkuck – Moskwa

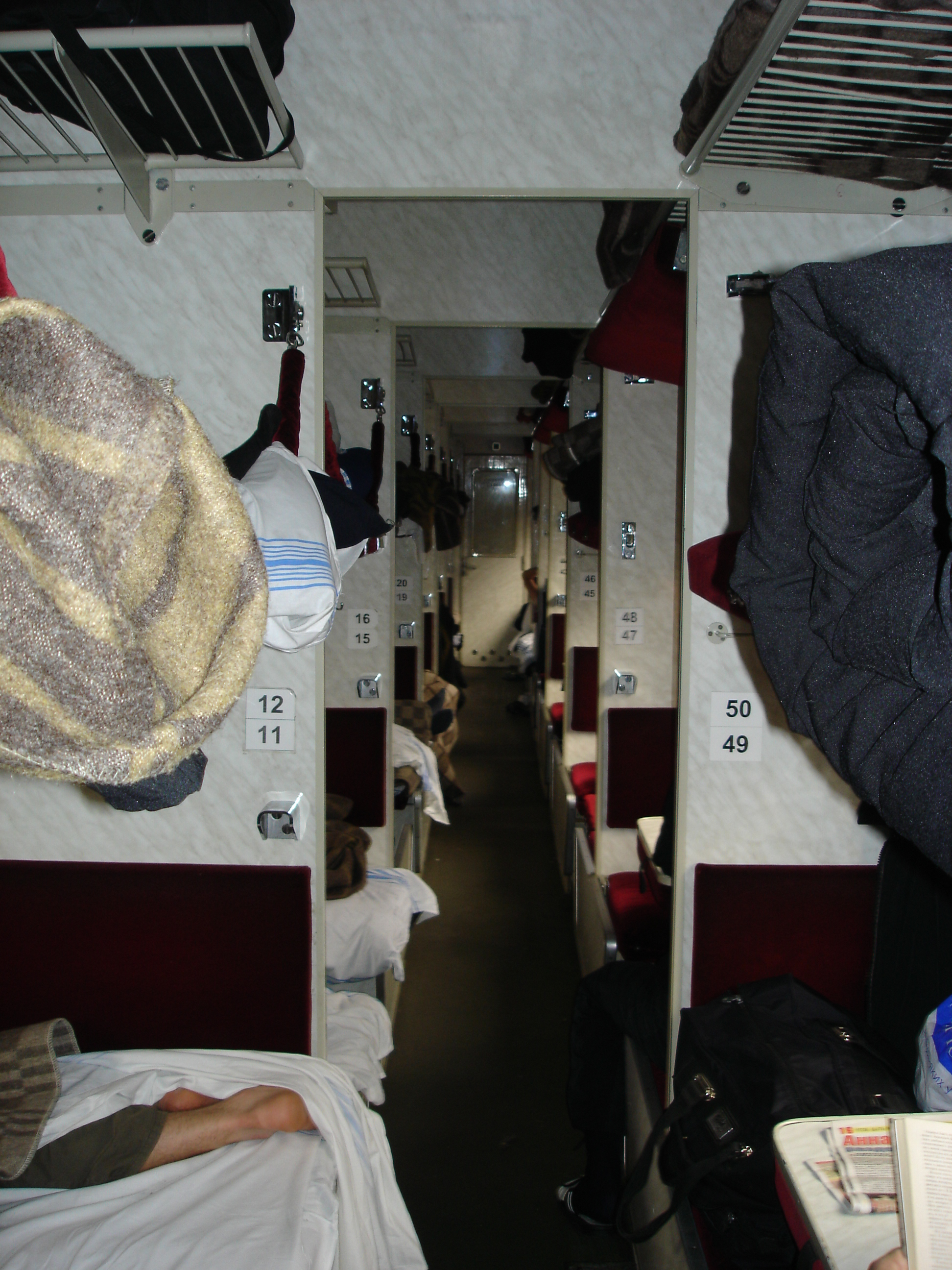
Korytarz wewnątrz wagonu osobowego

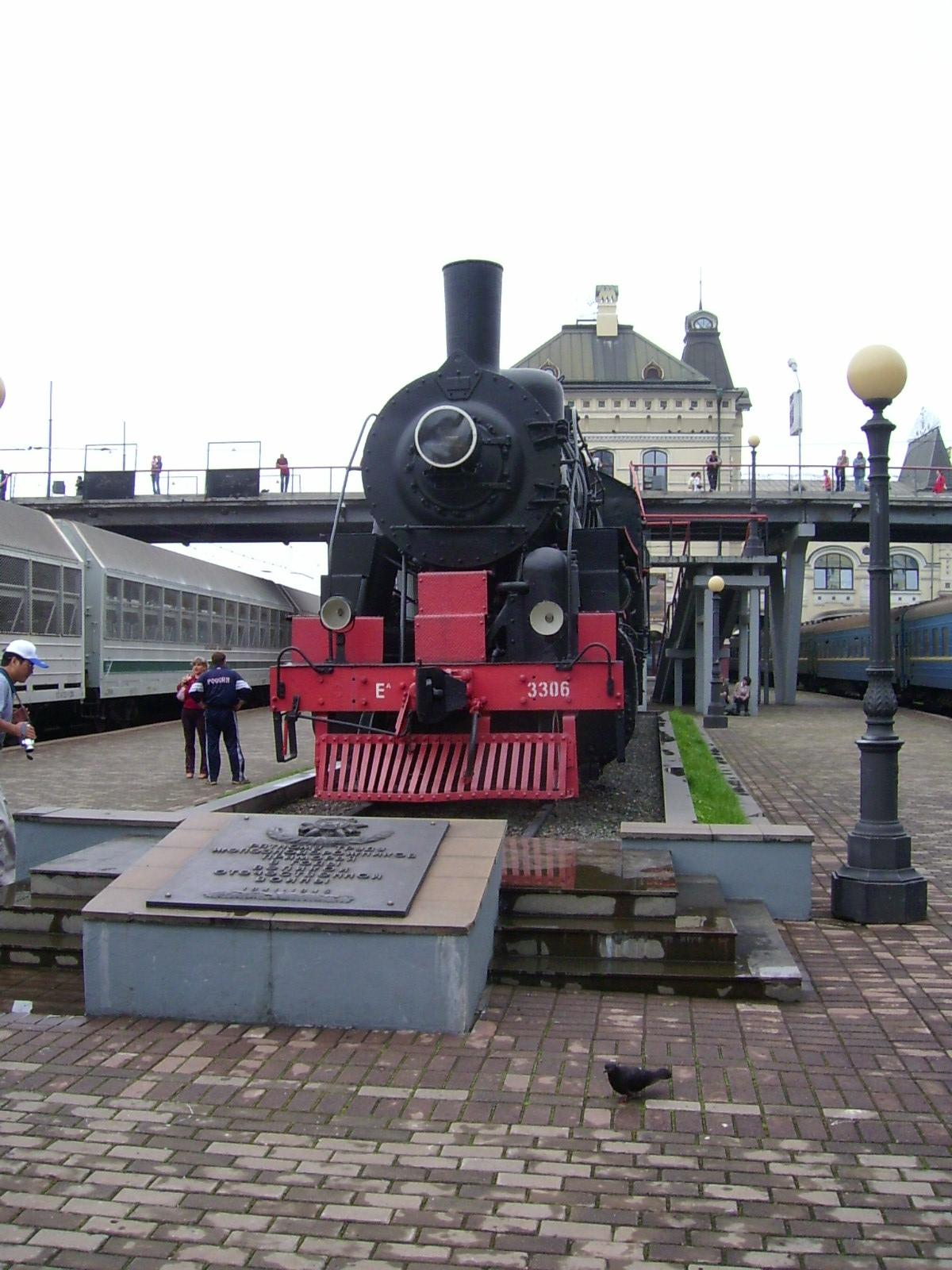
Stacja końcowa kolei transsyberyjskiej we Władywostoku

Kolej Transsyberyjska (ros. Транссибирская магистраль, Transsibirskaja magistral, dawniej zwana Wielikij Sibirskij Put) – sieć linii kolejowych, głównie w azjatyckiej części Rosji, wybudowana w latach 1891–1916.
Główny szlak to linia transsyberyjska, która prowadzi z Moskwy do Władywostoku przez Niżny Nowogród, Perm, Jekaterynburg, Omsk, Nowosybirsk, Krasnojarsk, Irkuck, Ułan Ude i Czytę. Jest to najdłuższa linia kolejowa na świecie, która przekracza 8 stref czasowych, a całkowita długość torów wynosi 9288,8 km. Od 2002 roku całkowicie zelektryfikowana. Około 30% całego eksportu Rosji korzysta z tej linii.
Drugi szlak to linia transmandżurska, która pokrywa się z linią transsyberyjską do miejscowości Czyta. Od tego punktu linia kieruje się na południowy wschód w kierunku Chin i kończy swój bieg w Pekinie.
Trzeci szlak – linia transmongolska – pokrywa się z linią transsyberyjską do Ułan Ude na wschód od Bajkału. Później kieruje się w stronę Ułan Bator, by zakończyć swój bieg w Pekinie.
Czwartym szlakiem jest Kolej Bajkalsko-Amurska (Bajkalsko-Amurska Magistrala (BAM)). Linia ma długość 4234 km i biegnie około 680–840 km na północ od Kolei Transsyberyjskiej i równolegle do niej. Została wybudowana jako alternatywa dla linii transsyberyjskiej z powodów strategicznych, szczególnie ze względu na bliskość granicy chińskiej.

## Historia
Starania o budowę linii kolejowej przecinającej Syberię i łączącej europejską i azjatycką część Rosji podjął w latach 50. XIX w. generał-gubernator Irkucka i Jenisejska Nikołaj Murawjow-Amurski, który przyczynił się do wytyczenia granicy z Chinami wzdłuż Amuru i Ussuri. Wysuwane wówczas koncepcje nie były jednak realne ani ze względów technicznych (np. kolej konna z Niżnego Nowogrodu do jednego z portów na Pacyfiku), ani ekonomicznych; potencjalni inwestorzy żądali bowiem gwarancji rządowych, które z uwagi na niedobory budżetowe przekraczały możliwości kraju.
Budowę magistrali transsyberyjskiej poprzedzały cztery wydarzenia – ukończenie w 1877 roku budowy Uralskiej Drogi Żelaznej z Permu do Jekaterynburga oraz w 1880 roku przedłużenie jej z Jekaterynburga do Tiumenia, oddanie do użytku kolejowego mostu na Wołdze i ukończenie budowy linii kolejowej z Moskwy do Orenburga.
W latach 1887–1888 wyruszyły trzy ekspedycje badawcze do wyznaczenia przebiegu trasy kolei kierowane przez inżynierów N.P. Mieżeninowa, O.P. Wiaziemskiego i A.I. Ursatiego. W grudniu 1890 roku, po zapoznaniu się i dyskusji na temat szczegółowego raportu ministra komunikacji A. J. Gubbeneta, zatwierdzono decyzję o budowie Syberyjskiej Drogi Żelaznej, wyznaczono rozmiar kredytu na początek budowy i przekazano projekt do Rady Ministrów dla ostatecznego rozpatrzenia. 17 marca?/29 marca 1891 roku Aleksander III wydał reskrypt nakazujący rozpoczęcie budowy połączenia kolejowego między Uralem a wybrzeżem Pacyfiku. 19 maja?/31 maja 1891 roku we Władywostoku nastąpiło uroczyste położenie przez carewicza Mikołaja kamienia węgielnego pod budowę i datę tę uznaje się za oficjalny początek prac. Faktycznie rozpoczęły się one jednak już w marcu, po zatwierdzeniu wniosku ministra spraw wewnętrznych o zaangażowanie przy budowie odcinka ussuryjskiego przestępców skazanych na ciężkie roboty.
Budowę podzielono na trzy etapy. W pierwszym znalazły się odcinki zachodniosyberyjski, środkowosyberyjski i południowoussuryjski oraz połączenie Kolei Syberyjskiej z Czelabińska z Uralską w Jekaterynburgu, w drugim północnoussuryjski i zabajkalski, a w trzecim krugobajkalski i amurski. Stacje stawiane miały być nie rzadziej niż co pięćdziesiąt wiorst (ok. 53 km), aby jednotorową linią przejechać mogły co najmniej trzy pary pociągów na dobę. Całość planowano zakończyć nie później niż w 1905 roku. Szacowano, iż koszty budowy powinny zmieścić się w kwocie trzystu pięćdziesięciu milionów rubli. Sfinansować je miano z nadwyżek carskiego budżetu.
Jeden z najtrudniejszych do budowy odcinków prowadził z Portu Bajkał przez Kułtuk, Słudiankę, Tanchoj do stacji Mysowaja (dzisiejszy Babuszkin). Odcinek ten zwany był krugobajkalskim. Prace ruszyły z końcem 1899 roku i trwały do jesieni 1904 roku. Krugobajkałkę określono mianem „złotej sprzączki stalowego pasa Rosji”, gdyż spinała tory przerwane wodami Bajkału.
Budowa magistrali transsyberyjskiej zakończona została 5 października?/18 października 1916 roku, jedenaście lat po pierwotnie planowanym terminie. Od tego dnia pociągi mogły przejechać z Sankt Petersburga do Władywostoku w całości przez terytorium Rosji.
5 października 2016 Kolej Transsyberyjska obchodziła swoje 100 urodziny. Przewidziano w związku z tym liczne uroczystości zarówno dla pasażerów, jak i państwowe.

## Główne szlaki Kolei Transsyberyjskiej
Północny
Moskwa – Jarosław – Kirow – Perm – Jekaterynburg – Tiumeń – Omsk – Nowosybirsk – Krasnojarsk – Władywostok.
Nowy
Moskwa – Niżny Nowogród – Kirow – Perm – Jekaterynburg – Tiumeń – Omsk – Nowosybirsk – Krasnojarsk – Władywostok.
Południowy
Moskwa – Murom – Arzamas – Kazań – Jekaterynburg – Tiumeń lub Pietropawłowsk – Omsk – Barnauł – Nowokuźnieck – Abakan – Tajszet – Władywostok.
Główny
Moskwa – Riazań – Ruzajewka – Samara – Ufa – Czelabińsk – Kurgan – Pietropawłowsk – Omsk – Nowosybirsk – Krasnojarsk – Władywostok.

## Linia transsyberyjska
- Moskwa – Dworzec Jarosławski (0 km, Czas Moskiewski MT)
- Włodzimierz (210 km, MT)
- Niżny Nowogród (462 km, 6 godzin jazdy, MT) nad Wołgą
- Kirow (917 km)
- Perm (1397 km, 20 h jazdy, MT+2) nad Kamą
- Jekaterynburg (1778 km, 1 dzień 2 h jazdy, MT+2) Góry Ural
- Tiumeń (2104 km)
- Omsk (2676 km, 1 dzień 14 h jazdy, MT+3) nad Irtyszem
- Nowosybirsk (3303 km, 1 dzień 22 h jazdy, MT+3) nad Obem
- Krasnojarsk (4065 km, 2 dni 11 h jazdy, MT+4) nad Jenisejem
- Tajszet (4483 km), połączenie z Bajkalsko Amurską Magistralą
- Irkuck (5153 km, 3 dni 4 h jazdy, MT+5) w pobliżu Bajkału
- Ułan Ude (5609 km, 3 dni 12 h jazdy, MT+5)
- połączenie z Koleją Transmongolską (5622 km)
- Czyta (6166 km, 3 dni 22 h jazdy, MT+5)
- połączenie z Koleją Wschodniochińską na stacji Tarskaja (6274 km)
- Birobidżan (8312 km, 5 dni 13h jazdy, MT+7)
- Chabarowsk (8493 km, 5 dni 15 h jazdy, MT+7) nad Amurem
- Ussuryjsk (9147 km), połączenie z Trans-Mandżurską Koleją
- Władywostok (9259 km, 6 dni 4 h jazdy, MT+7), brzegi Pacyfiku